# 五島市立椛島小中学校
五島市立椛島小中学校（ごとうしりつ かばしましょうちゅうがっこう）は、長崎県五島市伊福貴（いふき）町（五島列島椛島）にある公立小・中併設校。略称「椛小」・「椛中」。中学校は2012年（平成24年）以降、小学校は2017年（平成29年）以降休校となっている。
2018年（平成30年）4月より、五島市立福江小学校・五島市立福江中学校の椛島分校となった。

## 概要
歴史
椛島内の小中学校各2校（本窯（もとがま）・伊福貴（いふき））が統合されて開校。中学校は2010年（平成22年）に統合45周年、小学校は2014年（平成26年）に統合40周年を迎えた。
校訓
「元気に 楽しく たくましく」
学校教育目標
「かわいく がんばり しんじて まなぶ」
校章
校名の椛（樺）にちなみ、樺の木の葉を3枚並べたものを背景にして中央に小学校は「椛小」、中学校は「椛中」の文字（縦書き）を置いている。
校歌
小中学校共通の校歌となっている。作詞・作曲ともに小田留吉による。歌詞は3番まであり、校名は登場しない。
- 旧校歌 - 作詞は月川東白、作曲は楠本信祐による。歌詞は3番まであり、各番に校名の「椛島小学校」が登場する。

校区
住所表記で五島市の後に「伊福貴町、本窯町」が続く地区（椛島全域）。

## 沿革

### 小学校
- 1871年（明治4年）- 廃藩置県により、福江県の所管となる。間もなく福江県は長崎県に編入される。
- 1872年（明治5年）8月 - 学制が頒布される。

前史（本窯小学校）
- 1874年（明治7年）3月10日 - 民家を借用して校舎とし、「第五大学区 第五中学区 長崎県管下松浦郡 樺島[5]小学校」が開校。伊福貴分校を設置。
  - 後に児童数の増加により、樺島神社の拝殿を使用して授業を行う。
- 1878年（明治11年）- 郡制の施行により、松浦郡は東西南北の4郡に分けられ、樺島は南松浦郡に属することとなる。学区の改正により「福江部 樺島小学校」に改称。
- 1880年（明治13年）- 教育令の施行により「樺島学区 公立下等樺島小学校」に改称。
- 1882年（明治15年）- 「樺島学区 公立中等樺島小学校」に改称。
- 1883年（明治16年）- 校舎を新築。
- 1886年（明治19年）9月 - 小学校令の施行により、「尋常樺島小学校」に改称。修業年限を4年とする。
- 1889年（明治22年）4月 - 町村制の施行により、樺島村立の小学校となる。
- 1893年（明治26年）4月 - 小学校令の改正により、「樺島尋常小学校」に改称（「尋常」の位置が変わる）。
- 1894年（明治27年）- 樺島村本窯郷先窯に校舎を新築。
- 1900年（明治33年）7月 - 豪雨により裏山が崩落し、校舎が倒壊。校舎復旧までの間、仮校舎での分散授業を余儀なくされる。
- 1901年（明治34年）5月 - 新校舎が完成。
- 1903年（明治36年）6月 - 樺島実業補習学校（修業年限2年）を併設。
- 1908年（明治41年）4月 - 小学校令の改正により、義務教育年限が4年から6年に延長されたため、尋常科5年を新設。伊福貴分校が分離し「伊福貴尋常小学校」として独立。
- 1909年（明治42年）4月 - 尋常科6年を新設。
- 1918年（大正7年）9月 - 校舎を移転。
- 1919年（大正8年）4月 - 高等科を併置し、「樺島尋常高等小学校」に改称（尋常科6年・高等科2年）。
- 1925年（大正14年）5月 - 校旗および万国旗が寄贈される。
- 1935年（昭和10年）- 青年学校令の施行により、併置の樺島実業補習学校が「樺島青年学校」に改称。
- 1941年（昭和16年）4月1日 - 国民学校令の施行により「樺島第一国民学校」に改称。尋常科を初等科に改める（初等科6年・高等科2年）。
- 1947年（昭和22年）4月1日 - 学制改革（六・三制の実施）が行われる。
  - 国民学校の初等科が改組され、「樺島村立第一小学校」に改称。
  - 国民学校の高等科と青年学校の普通科が改組され、新制中学校「樺島村立第一中学校」が発足。当初小学校に併設される。
- 1949年（昭和24年）4月1日 - 「樺島村立本窯小学校」に改称。
- 1953年（昭和28年）9月 - 新校舎が完成。
- 1957年（昭和32年）3月31日 - 樺島村が福江市に編入され「福江市立本窯小学校」に改称。
- 1960年（昭和35年）4月 - 児童数が最大の216名を記録する。
- 1965年（昭和40年）4月1日 - 中学校統合（本窯中学校と伊福貴中学校の統合で「福江市立椛島中学校」が発足）により、中学校との併設を解消。
- 1966年（昭和41年）6月 - パン・ミルク給食を開始。
- 1973年（昭和48年）12月11日 - 創立100周年記念式典を挙行。
- 1974年（昭和49年）3月31日 - 小学校統合のために閉校（最終所在地:北緯32度46分5.8秒 東経128度59分50.1秒）。

前史（伊福貴小学校）
- 1874年（明治7年）3月10日 - 伊福貴村の伊福貴神社・蛭子神社を借用して校舎とし、「第五大学区 第五中学区 長崎県管下松浦郡 樺島小学校 伊福貴分校」が開校。
- 1894年（明治27年）- 仮校舎を桑原嘉末の旧宅に移転。
- 1902年（明治35年）- 校舎を新築し移転。
- 1903年（明治36年）6月 - 樺島実業補習学校 伊福貴分校（修業年限2年）を併設。
- 1904年（明治37年）4月 - 児童数が最大の295名を記録。
- 1908年（明治41年）4月 - 樺島小学校から分離し「伊福貴尋常小学校」として独立。
- 1912年（明治45年）4月 - 樺島実業補習学校伊福貴分校が「伊福貴実業補習学校」となる。
- 1919年（大正8年）4月 - 高等科を併置し、「伊福貴尋常高等小学校」に改称（尋常科6年・高等科2年）。
- 1935年（昭和10年）- 青年学校令の施行により、併置の伊福貴実業補習学校が「伊福貴青年学校」に改称。
- 1941年（昭和16年）4月1日 - 国民学校令の施行により「樺島第二国民学校」に改称。尋常科を初等科に改める（初等科6年・高等科2年）。
- 1943年（昭和18年）8月 - 新校舎が完成。
- 1947年（昭和22年）4月1日 - 学制改革（六・三制の実施）が行われる。
  - 国民学校の初等科が改組され、「樺島村立第二小学校」に改称。
  - 国民学校の高等科と青年学校の普通科が改組され、新制中学校「樺島村立第二中学校」が発足。
- 1949年（昭和24年）4月1日 - 「樺島村立伊福貴小学校」に改称。
- 1954年（昭和29年）
  - 2月 - 校旗を制定。
  - 5月 - 校歌を制定。
- 1955年（昭和30年）5月 - 第二運動場が完成。
- 1957年（昭和32年）3月31日 - 樺島村が福江市に編入され「福江市立伊福貴小学校」に改称。
- 1960年（昭和35年）4月 - 児童数が最大の216名を記録する。
- 1965年（昭和40年）4月1日 - 中学校統合（本窯中学校と伊福貴中学校の統合で「福江市立椛島中学校」が発足）により、中学校との併設を解消。
- 1966年（昭和41年）9月 - 高度へき地給食を開始。
- 1973年（昭和48年）3月24日 - 創立100周年記念式典を挙行。
- 1974年（昭和49年）3月31日 - 小学校統合のために閉校（最終所在地:北緯32度45分2.8秒 東経128度58分29.9秒）。

統合・椛島小学校
- 1974年（昭和49年）4月1日 - 上記2校が統合され「福江市立椛島小学校」が開校。
  - この時点では校舎および通学路が未完成であったため、完成するまでの間、旧2校の校舎を「本窯校舎」・「伊福貴校舎」として使用を継続。
- 1975年（昭和50年）[いつ?]
  - 3月 - 現在地に新校舎が完成。開校式を挙行し、新校歌を披露。
  - 5月 - 体育館が完成。
- 1976年（昭和51年）
  - 3月 - 校旗が寄贈される。
  - 4月 - 伊福貴通学路が開通。
- 1978年（昭和53年）9月 - 校門門柱が設置される。
- 1979年（昭和54年）9月 - 運動場が整備される。
- 1984年（昭和59年）4月 - 完全給食を開始。
- 1987年（昭和62年）9月 - 長崎市立西坂小学校とへき地交流学習を行う。
- 1992年（平成4年）4月1日 - 福江市立椛島中学校との併設校となる。
- 1994年（平成6年）4月1日 - 福江市立椛島中学校との併設を解消。
- 2004年（平成16年）8月1日 - 市町村合併で五島市が発足したことにより、「五島市立椛島小学校」（現校名）へ改称。
- 2007年（平成17年）4月1日 - 再び五島市立椛島中学校との併設校となる。
- 2011年（平成23年）4月1日 - 特別支援学級を設置。
- 2012年（平成24年）4月1日 - 五島市立椛島中学校の休校により、小学校単独となる。
- 2017年（平成29年）3月31日 - 休校。
- 2018年（平成30年）4月1日 - 統合により「五島市立福江小学校 椛島分校」となる[3]。

### 中学校
- 1947年（昭和22年）4月1日 - 学制改革により、樺島村内の国民学校2校の高等科および青年学校の普通科が改組され、新制中学校が設置される。
  - 「樺島村立第一中学校」・「樺島村立第二中学校」
- 1949年（昭和24年）4月1日 - 「樺島村立本窯中学校」・「樺島村立伊富貴中学校」に改称。
- 1957年（昭和32年）3月31日 - 市町村合併により「福江市立本窯中学校」・「福江市立伊富貴中学校」に改称。
- 1961年（昭和36年）4月 - 福江市立本窯中学校の在籍生徒数が最大の91名を記録する。
- 1964年（昭和39年）4月 - 福江市立伊富貴中学校の在籍生徒数が最大の152名を記録する。
- 1965年（昭和40年）4月1日 - 上記2校を統合の上、「福江市立椛島中学校」を設置。
  - 統合校舎が完成するまでの間、旧2校の校舎をそれぞれ「本窯分室」（3学級）・「伊富貴分室」（3学級）として分散授業を実施。
- 1966年（昭和41年）
  - 3月 - 統合新校舎が完成。
  - 4月1日 - 統合新校舎に本窯分室・伊富貴分室の生徒を収容し、各分室を廃止。学級数は6、在籍生徒数は188名。
  - 4月6日 - 新校舎で授業を開始。
  - 9月 - ミルク給食を開始。
- 1975年（昭和50年）5月 - へき地集会所が完成。
- 1983年（昭和58年）3月 - 運動場を拡張。
- 1984年（昭和59年）4月 - 完全給食を開始。
- 1986年（昭和61年）7月 - 体験学習の一環として第1回筏航海を実施。
- 1987年（昭和62年）10月 - 校旗を制定。
- 1992年（平成4年）4月1日 - 福江市立椛島小学校との併設校となる。
- 1994年（平成6年）4月1日 - 福江市立椛島小学校との併設を解消。
- 2004年（平成16年）8月1日 - 市町村合併で五島市が発足したことにより、「五島市立椛島中学校」へ改称。
- 2007年（平成17年）4月1日 - 再び、五島市立椛島小学校との併設校となる。
- 2012年（平成24年）4月1日 - 休校。
  - 校章 - 背景は小学校と同じく、校名の椛（樺）にちなみ、樺の木の葉を3枚並べたもので、中央に「中」の文字を置いている。
  - 校歌 - 作詞・作曲ともに小田留吉による。歌詞は3番まであり、校名は登場しない。
  - 校訓 - 「規律・勤勉・礼儀」
- 2018年（平成30年）4月1日 - 統合により「五島市立福江中学校 椛島分校」となる[3]。

## 交通アクセス
最寄りの道路
- 長崎県道166号椛島線

## 参考資料
- 「福江市史」（2001年（平成13年）3月31日）p. 589 -（小学校）、p.441 - （中学校）